# Gänsefuß-Seestern
Der Gänsefuß-Seestern (Anseropoda placenta) ist ein Seestern aus der Familie Asterinidae in der Ordnung der Klappensterne (Valvatida), der an den Küsten des Nordost-Atlantiks und des Mittelmeeres heimisch ist. Er ernährt sich überwiegend von Krebsen.

## Merkmale
Anseropoda placenta hat annähernd die Form eines sehr flachen Fünfecks mit fünf kurzen stumpfen Armen, zwischen deren Spitzen der Rand deutlich konkav ist, und erreicht einen Durchmesser von bis zu 20 cm. Die Haut des Seesterns ist körnig strukturiert. Dies kommt durch kleine Gruppen feiner schirmchenartiger Plättchen (Paxillen) zustande, die in der Mitte und entlang der von hier zu den Armspitzen verlaufenden radialen Mittellinien angeordnet sind. Die Paxillen auf der Unterseite des Seesterns sind etwas größer. Pedicellarien fehlen, und Hautkiemen (Papulae) sind nur in der Mitte und entlang der radialen Mittellinien zu finden. Die Oberseite ist in der Mitte und entlang der radialen Mittellinien rot oder rosa, die netzartige Haut dazwischen blass rosa oder weiß. Die Unterseite ist gelb mit einem roten Streifen um die Ränder. Die Saugfüßchen an der Unterseite stehen in zwei Reihen.

## Fortpflanzung
Weibchen und Männchen von Anseropoda placenta kommen im Sommer zusammen, um ihre Keimzellen ins freie Wasser zu entlassen. Die recht großen Eier werden im freien Wasser befruchtet und entwickeln sich über eine frei schwimmende Bipinnaria-Larve, die später im Stadium der Brachiolaria zum Seestern metamorphosiert.

## Verbreitung und Vorkommen
Anseropoda placenta ist an den Küsten des östlichen Nordatlantiks von den Shetland-Inseln südwärts, um die Britischen Inseln und Frankreich sowie im Mittelmeer verbreitet. Hier ist sie auf sandigen Untergründen unterhalb der Gezeitenzone in Tiefen von etwa 10 m bis 200 m, bisweilen bis 600 m anzutreffen.
Häufig ist der Ruderfußkrebs Asterocheres siphonatus mit Anseropoda placenta vergesellschaftet.

## Ernährung
Anseropoda placenta ernährt sich überwiegend von Krebsen – Flohkrebsen, Cumaceen, Schwebegarnelen und Zehnfußkrebsen wie etwa Einsiedlerkrebsen –, aber auch Muscheln und Stachelhäutern.
Nach Beobachtungen von Guillou (1987) fressen Jungtiere vor allem kleine Krebse und gehen mit zunehmender Größe auf kleine Muscheln über, während ausgewachsene Gänsefuß-Seesterne kleine Zehnfußkrebse (insbesondere Porzellankrebse der Gattung Porcellana) und Schlangensterne der Gattung Ophiothrix bevorzugen. Die Beute wird demzufolge vor allem nach der Größe ausgewählt.
Das Nahrungsspektrum ist somit teilweise ähnlich wie bei der verwandten neuseeländischen Art Stegnaster inflatus, doch anders als bei diesem ist der Fangmechanismus bei Anseropoda placenta noch nicht untersucht worden.